# 日本国憲法第19条
日本国憲法 第19条（にほんこく（にっぽんこく）けんぽう だい19じょう）は、日本国憲法の第3章にある条文で、思想・信条の自由について規定している。

## 条文
日本国憲法 - e-Gov法令検索

第十九条思想及び良心の自由は、これを侵してはならない。

## 解説
思想及び信条の自由は、表現の自由などの各種精神的自由権の前提となるものとして把握される。その内容が内心の自由であることから、他者の人権との抵触による権利の制約や、政策的目的による制約が極めて限定的にのみ許容される権利であり、最大限保障される権利である。なお、近年では、思想･良心の自由は思想・良心を形成する自由や外部に表明する自由も保障しているとする説も有力と主張されている。

また、思想及び良心の自由は、民主主義・民主制が機能するための最低限の自由としての側面も有する。
ポツダム宣言の、民主的傾向の復活と言論・思想・宗教の自由保障を要求した第10条に基づき定義された。

## 沈黙の自由
憲法19条は、思想信条の自由の保障を確実にするため、思想信条の表明を強制されず、また、意に反し内心の思想・信条を探知されないことをも保障するものと解されている。沈黙の自由は、思想信条の自由を内心における人の考え方ないし見方のうち、信仰に準ずべき世界観、人生観等個人の人格形成の核心をなすものに限定する説などのその保護範囲を限定する立場では、その限定された範囲に対して沈黙の自由が保護される。この場合、それ以外の沈黙の自由は憲法21条によって保護される。

## 沿革

### GHQ草案
「GHQ草案」、国立国会図書館「日本国憲法の誕生」。

#### 日本語
第十八条思想及良心ノ自由ハ不可侵タルヘシ

#### 英語
Article XVIII.Freedom of thought and conscience shall be held inviolable.

### 憲法改正草案要綱
「憲法改正草案要綱」、国立国会図書館「日本国憲法の誕生」。

第十七思想及良心ノ自由ハ侵スベカラザルコト

### 憲法改正草案
「憲法改正草案」、国立国会図書館「日本国憲法の誕生」。

第十七条思想及び良心の自由は、これを侵してはならない。

## 関連訴訟・判例
- 雇傭契約解除無効確認俸給支払請求（十勝女子商業学校事件 1952年（昭和27年）2月22日最高裁判例 民集第6巻2号258頁）
- 三菱樹脂事件 - 1973年（昭和48年）12月12日 最高裁 破棄差し戻し（民集第27巻11号1536頁）
  - 大学卒業後、三菱樹脂株式会社に就職したが、3ヶ月の試用期間が終了する直前、入社面接試験の時に学生運動に関係していたことを隠していたとして、本採用しない通告を受けた。本採用拒否は、憲法第14条、憲法第19条に違反し無効だと、訴えを起こした。
  - 争点：憲法第19条の「思想・信条の自由」を侵害する差別か。国民私人相互間に憲法上の権利保障が及ぶか。
  - 東京地裁判決：1967年（昭和42年）7月17日、本採用拒否は解雇権の濫用である。原告勝訴
  - 東京高裁判決：1968年（昭和43年）6月12日、信条による差別の禁止は、憲法第14条、労働基準法第3条で定められている。入社試験時に、政治的思想、信条に関係ある事項を申告させることは公序良俗に反する。原告勝訴
  - 最高裁判決：憲法は、思想・信条の自由や法の下の平等を保障するとともに、第22条、第29条等で財産権の行使、経済活動の自由をも保障している。企業は雇用の自由を有し、思想・信条の自由を理由として雇入れを拒んでも違法とはいえない。本採用の拒否は雇入れ後の解雇にあたり、信条を理由とする解雇は労働基準法第3条違反となる。また、憲法の保障する自由権は、国・地方公共団体の統治行動に対するもので、私人間相互の関係を直接規律するものではないと述べた。
  - 判決後：和解が成立し1976年（昭和51年）に職場復帰。
- 昭和女子大事件 - 1974年（昭和49年）7月19日（民集28巻5号790頁）
- よど号事件新聞記事抹消事件 - 1983年（昭和58年）6月22日（民集37巻5号793頁）
- 麹町中学校内申書事件 - 1988年（昭和63年）7月15日　判例時報1287号65頁
- 謝罪広告をめぐる合憲性に関する事件
- 日野「君が代」伴奏拒否訴訟　2007年（平成19年）2月27日最高裁第三小法廷判決（ 民集第61巻1号291頁）
  - 入学式において「君が代」伴奏を公立小学校の音楽専科の教諭に校長が命令することは、「君が代」伴奏拒否が原告の有する世界観及び歴史観と一般に不可分に結びつくといえず、原告の有する世界観及び歴史観を否定するとは直ちにいえないこと、国歌斉唱が入学式等で広く行われていたこと等の事情に照らして入学式で「君が代」を伴奏することが原告の世界観を告白することを強制することにつながることとはいえないこと、さらに、憲法15条2項において、「すべて公務員は、全体の奉仕者であつて、一部の奉仕者ではない」と定めており、原告も法令等に従い、かつ、上司の命令に忠実に従わなければならない地位にある者であって、小学校学習指導要領において入学式等において国歌斉唱を行うことを定められていること等から照らして、校長が原告にこのような職務命令を行うことは目的及び内容において不合理であるといえないことなどの点に照らして、校長の職務命令は憲法19条に違反しない。
- 昭和31年7月4日最高裁大法廷判決（民集10巻7号785頁） - 謝罪広告を命ずる判決は、思想・信条の自由を制限するものではないとした判決[4]。

## 関連条文
- 日本国憲法第20条（信教の自由）
- 日本国憲法第21条（言論の自由・出版の自由・表現の自由）
- 日本国憲法第23条（学問の自由）
- ポツダム宣言第10条
  - 「言論・宗教及ビ思想ノ自由並ニ基本的人権ノ尊重ハ確立セラルヘシ」

## 他の国々の場合
- ドイツ連邦共和国基本法第4条（信仰、良心および告白の自由）
- 大韓民国憲法第19条